# Hear my prayer, O Lord (Hovhaness)
Hear my prayer, O Lord is een compositie van Alan Hovhaness. Het is een toonzetting van psalm 143. Hovhaness schreef twee versies:
- versie voor a capella gemengd koor; in 1936 vermeld als opus 16, dat later naar een ander werk ging
- versie voor gemengd koor met begeleiding door kerkorgel of piano  Ad libitum in 1959 vermeld als opus 149.

Het koor bestaat daarbij uit sopranen, alten, tenoren en baritons zingt daarbij unisono. Opvallend zijn de enkele alt- en tenorstem (SSATBB).